# Hafen Walvis Bay

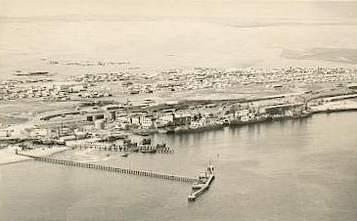
Walvis Bay und der Hafen (um 1910)

Der Hafen Walvis Bay (englisch Port of Walvis Bay) ist ein Seehafen in der namibischen Küstenstadt Walvis Bay. Es handelt sich um den größten Hafen des Landes und den einzigen richtigen Tiefseehafen. Er wird wie beide namibischen Häfen von der Namibian Port Authority (Namport) betrieben.

## Lage und Anbindung

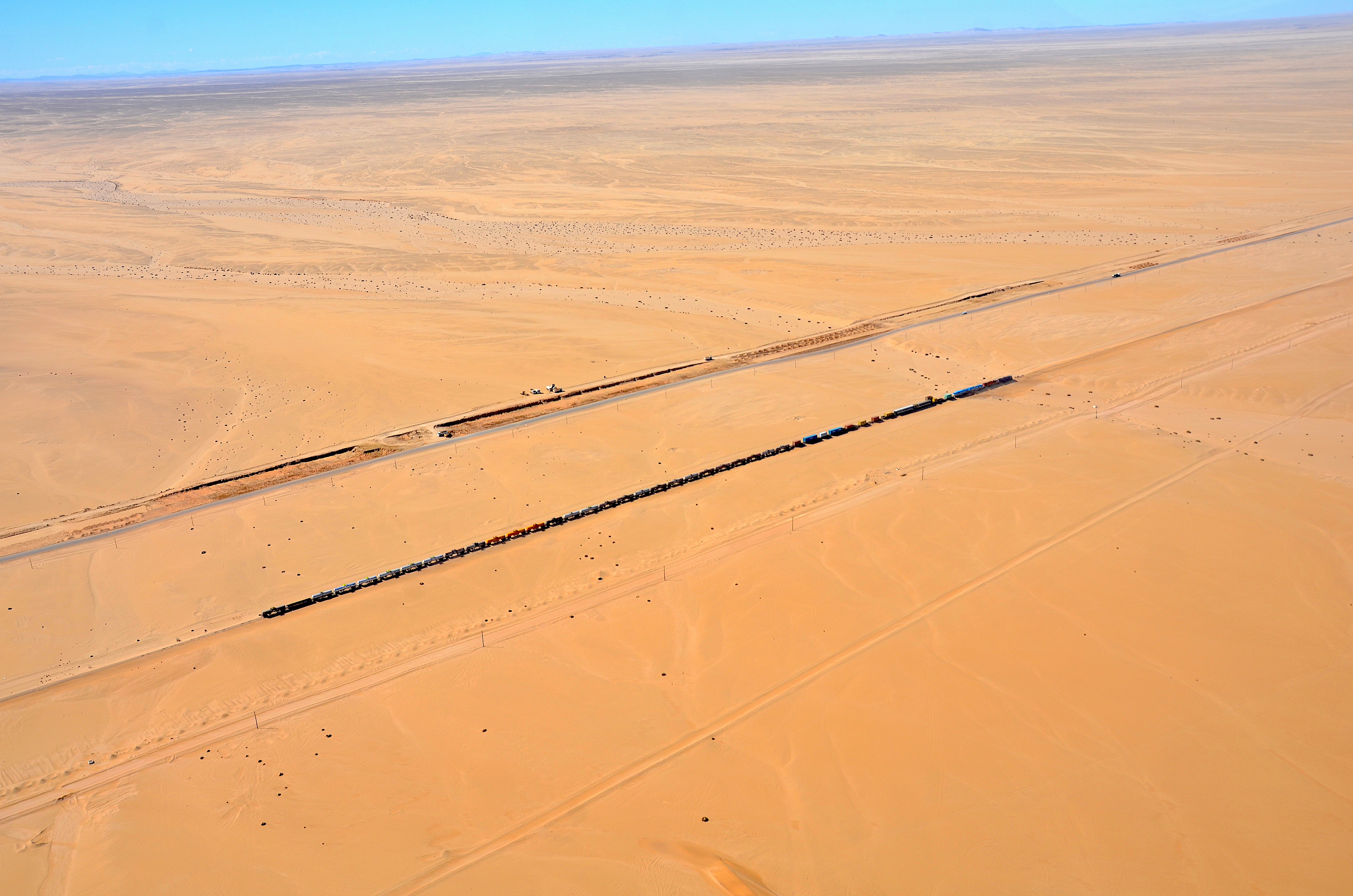
Ein Güterzug in Richtung Walvis Bay Hafen

Der Hafen liegt in Nord-Süd-Richtung zentral in Namibia. Diese strategisch günstige Lage ist auch für die namibischen Nachbarländer ohne Zugang zum Meer, insbesondere Botswana, Sambia und Simbabwe wichtig. So wurden in den vergangenen Jahren vor allem die Zugangsstraßen der Nachbarländer bis zum Hafen in Walvis Bay durch den Trans-Caprivi-Highway und den Trans-Kalahari-Highway und andere Infrastrukturen (u. a. die Eisenbahnanbindung) weiter ausgebaut.

## Entwicklung und wirtschaftliche Bedeutung

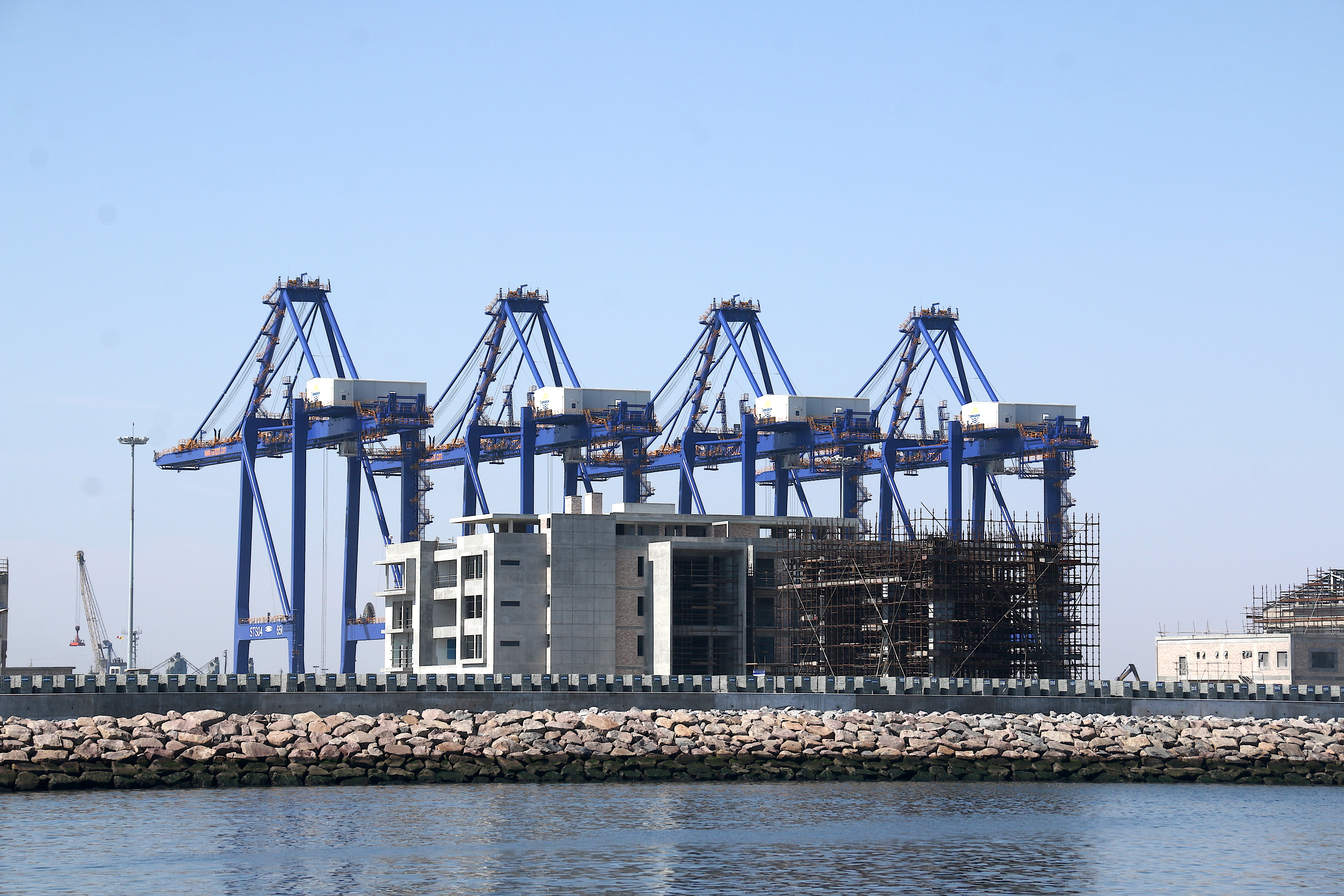
Hafenerweiterung in Walvis Bay (2018)

Der Hafen ist als einziger richtiger Tiefseehafen von großer wirtschaftlicher Bedeutung für Namibia und die gesamte Region. Nachdem die Exklave Walvis Bay 1994 von Südafrika an Namibia übergeben wurde, erlebte der Hafen einen Boom und zählt heute zu den größten fünf Häfen des südlichen Afrikas.
Im Geschäftsjahr 2005/2006 hat Namport mehr als 37 Millionen Namibia-Dollar in den Ausbau des Hafens investiert.
Botswana, Sambia und Simbabwe haben zwischen 2006 und 2009 Verträge mit Namibia unterzeichnet, die die Errichtung von Trockenhäfen zur Lagerung und Verteilung von Im- und Exportgütern der Länder ermöglichen. Botswana hat diesen 2015, Simbabwe 2019 eröffnet.
Die Abfertigung kann generell innerhalb von 48 Stunden sichergestellt werden, wobei sie durchschnittlich bei 12–15 Stunden für Containerfrachter liegt.

### Ausbau 2014–2019
Der Hafen wurde seit Mai 2014 um weitere Liegeplätze und ein neues Containerterminal erweitert. Die Containerumschlag-Kapazität ist nach Fertigstellung im August 2019 auf 1,065 Millionen TEU gestiegen. Die ehemalige Hafenfläche von 110 Hektar wurde durch Landgewinnung um 40 Hektar vergrößert. Der Ausbau kostete 4,5 Milliarden Namibia-Dollar.
Der Bau eines zweiten Hafens (SADC Gateway Port) ist seit 2015 geplant. Der Bau einer Waterfront sollte 2015 beginnen, wurde aber auf 2017 verschoben und sollte dann 2020 beginnen. Mit Stand Juli 2023 hat der Bau nicht begonnen.

### Statistiken
| Jahr    | Schiffe | Fracht (Tonnen) | TEU       |
| ------- | ------- | --------------- | --------- |
| 2008/09 | 1601    | 5.038.052       | 250.262   |
| 2009/10 | 1641 ▲  | 4.901.170 ▼     | 247.743 ▼ |
| 2010/11 | 1585 ▼  | 5.190.437 ▲     | 220.178 ▼ |
| 2011/12 | 1625 ▲  | 6.210.285 ▲     | 334.410 ▲ |
| 2012/13 | 1541 ▼  | 6.133.860 ▼     | 301.817 ▼ |
| 2013/14 | 1520 ▼  | 5.372.635 ▼     | 253.052 ▼ |
| 2014/15 | 1395 ▼  | 5.751.968 ▲     | 237.546 ▼ |
| 2015/16 | 887 ▼   | 2.985.202 ▼     | 115.955 ▼ |
| 2016/17 | 1345 ▲  | 5.168.131 ▲     | 203.071 ▲ |
| 2017/18 | 1070 ▼  | 4.825.920 ▼     | 176.335 ▼ |
| 2018/19 | 1002 ▼  | 5.374.714 ▲     | 144.109 ▼ |
| 2019/20 | 993 ▼   | 4.960.313 ▼     | 142.957 ▼ |
| 2020/21 | 749 ▼   | 5.327.680 ▲     | 154.207 ▲ |
| 2021/22 | 866 ▲   | 5.512.196 ▲     | 166.545 ▲ |
| 2022/23 | 899 ▲   | 6.667.746 ▲     | 160.368 ▼ |
| 2023/24 | 1148 ▲  | 6.822.393 ▲     | 170.832 ▲ |

Quellen: Namport

## Einrichtungen und Infrastruktur
Der Hafen Walvis Bay besteht aus dem eigentlichen Hafen (South Port), dem Fischereihafen sowie dem im Bau befindlichen (Stand Januar 2019) North Port.

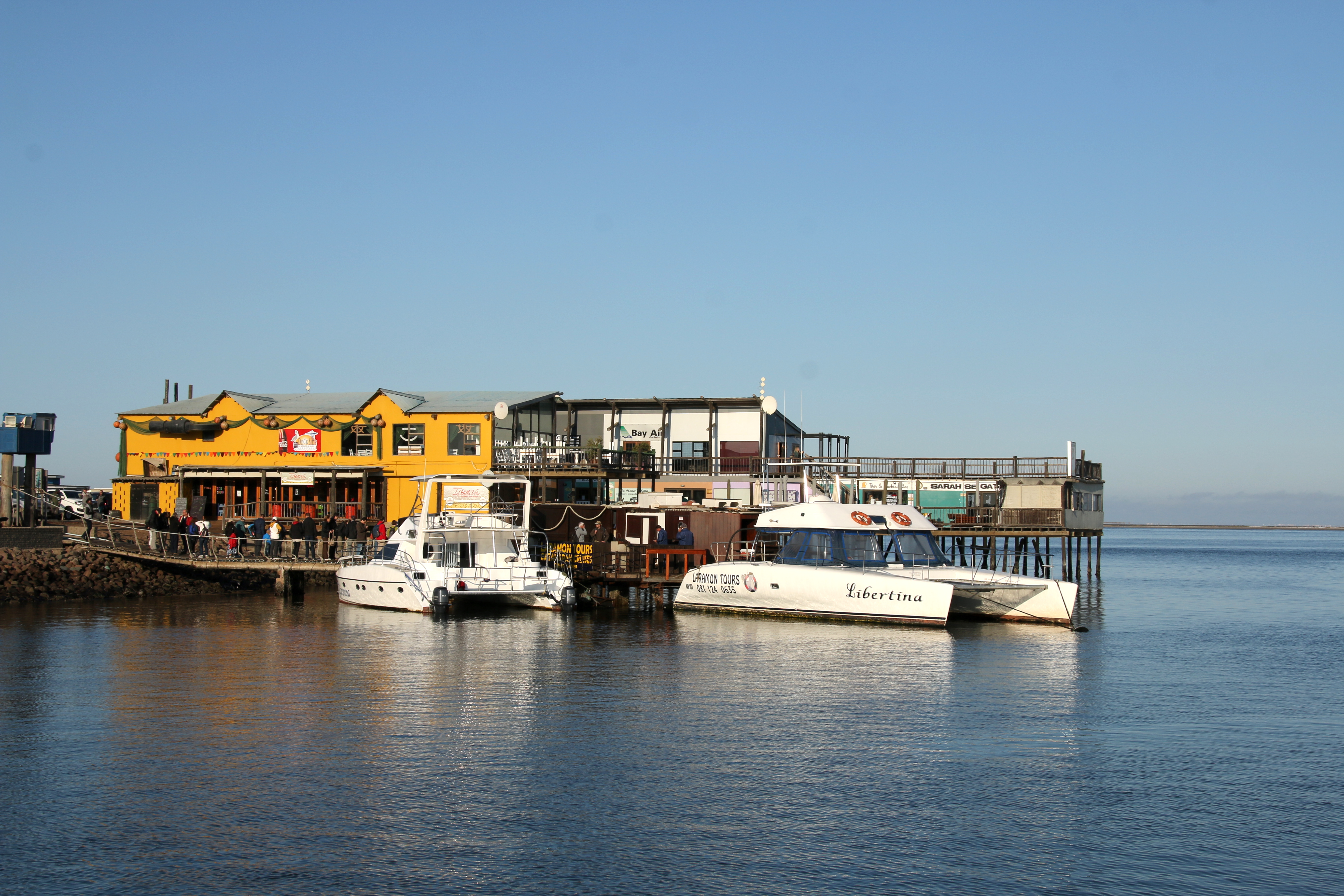
Walvis Bay Sporthafen (2018)

Neben einem kleinen Sporthafen verfügt er über einen Fischereihafen sowie über den Stückgut- und Containerhafen. Es können 3.875 Container gleichzeitig gelagert werden. Die maximale Jahreskapazität beträgt 250.000 TEU sowie 7–8 Millionen Tonnen Stückgut. Diese sind durch eine 6,2 Kilometer lange, 134 Meter breite und 12,8 Meter tiefe Fahrrinne erreichbar. Zudem legen jährlich mehrere Kreuzfahrtschiffe sowie regelmäßig die St. Helena am kleinen Kreuzfahrtterminal an.
Zudem stehen u. a. folgende Einrichtungen zur Verfügung:
- Leuchtturm am Pelican Point
- Krankenhaus
- Werften und Schwimmdocks
- Freihafen

## Besondere Vorkommnisse
Am 13. Januar 2015 sank um 23 Uhr Ortszeit der Schlepper Omanda aus unbekannten Gründen direkt im Hafen. Bereits um 19:40 Uhr Ortszeit meldete der Kapitän den Einbruch großer Mengen Wasser in den Maschinenraum.

### Streik
Am 29. Januar 2014 brach im Hafen ein Streik aus. Die rund 100 Arbeiter verlangten die Absetzung eines Vorarbeiters und die Rücknahme eines neuen Systems, das zur Steigerung der Arbeitsproduktivität führen sollte. Bereits im Vorfeld des Streiks stand die Hafenleitung in der Kritik, nachdem ein Containerbetrug aufgedeckt wurde.